# استراتژی بازاریابی
استراتژی بازاریابی (به انگلیسی: Marketing strategy) یا راهبرد بازاریابی، نوعی استراتژی است که تعیین می‌کند یک سازمان چگونه می‌تواند به اهداف بازاریابی خود دست یابد، بر کدام بازارها و محصولات خود متمرکز شود و برای فعالیت‌های بازاریابی به چه میزان هزینه نماید. بازاریابی را می‌توان آمیزه‌ای از دانش و تجربه دانست. با داشتن علم و طریقهٔ اجرای بازاریابی، تجربه‌ای کسب می‌شود که منتهی به راهی برای جذب مشتری است. بازاریاب‌ها از تکنیک‌های گوناگون کیفی و علمی برای ساخت و برآورد استراتژی‌های خود استفاده می‌کنند. هر بازاریاب سعی بر ایجاد و به‌کارگیری یک برنامهٔ بازاریابی موفق دارد. تجربه نشان داده‌است پیاده‌سازی استراتژی بازاریابی در موفقیت پروژه‌ها و کمپین‌ها اهمیت به سزایی دارد.